# Gold certificate
Le gold certificate (traduit en français par « certificat or » ou « certificat sur l'or ») est :
1. Une monnaie fiduciaire américaine inventée en 1863 ;
2. Un titre qui permet à un investisseur de posséder et vendre de l'or sans le détenir physiquement.

Depuis la remontée du cours de l'or amorcée en 2007, certaines banques ou gestionnaires de portefeuilles boursiers proposent ce produit financier : c'est un placement à risque, un titre de créance indexé sur le cours du métal, et dont la variabilité dépend du marché.

## Gold certificate (1862-1971)

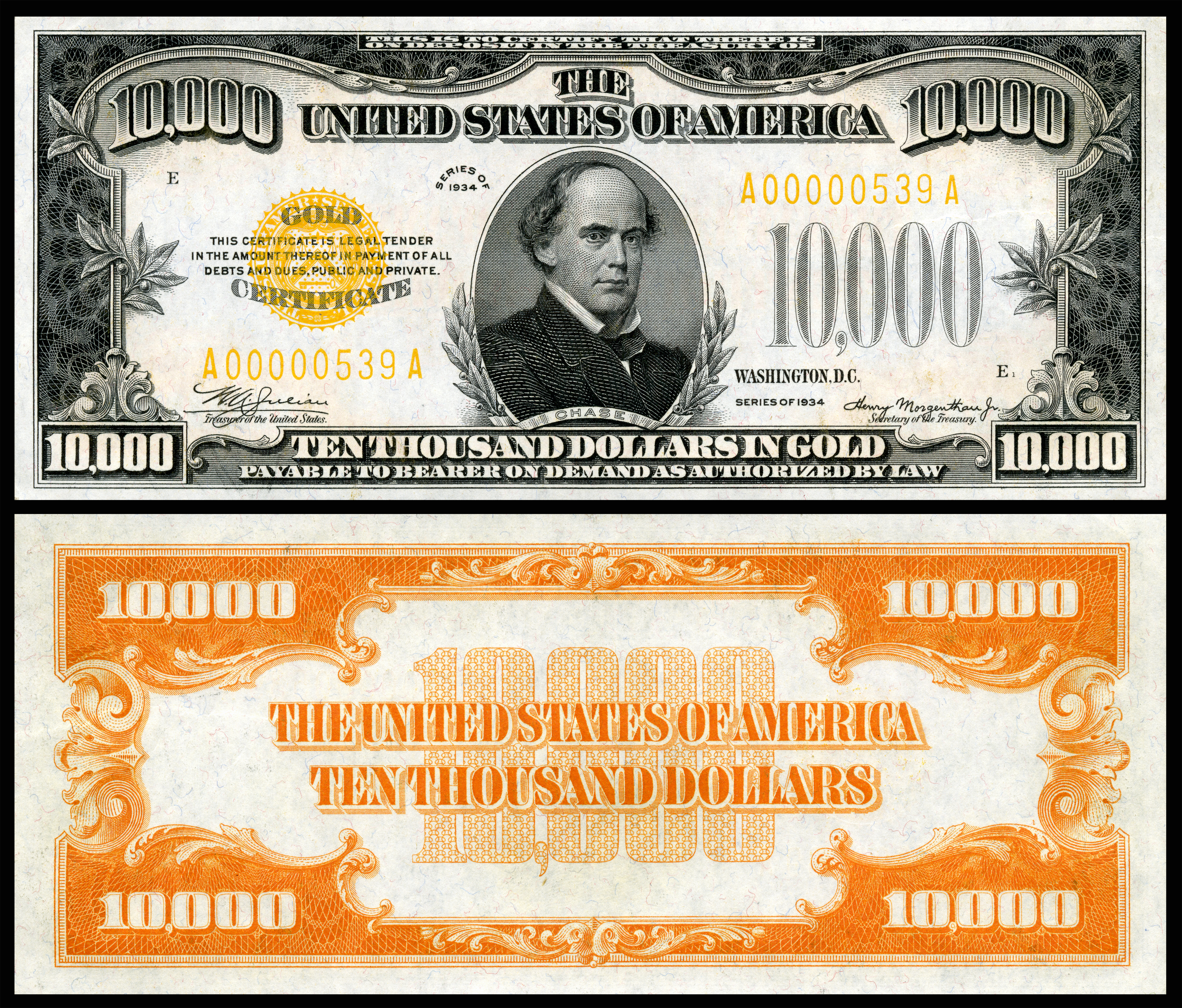
Un gold certificate de 10000 dollars, série 1934, utilisé seulement pour les transactions entre banques.

Les gold certificates ont été utilisés comme complément à la monnaie papier aux États-Unis de 1862 à 1933 et ont eu seulement cours légal jusqu’en 1879.
Après 1933 et la fin de la convertibilité en or décidée par Roosevelt, le gold certificate ne sert qu'aux transactions interbancaires, et affiche de très gros montants.

## Certificat or
Des certificats de propriété sont émis par les institutions[Où ?] qui gardent l'or physique et prélèvent pour cela des frais de gestion (généralement entre 0,3% et 1%)[Quand ?]. Cette technique n'est pas nouvelle : elle renvoie à l'utilisation classique et originelle de la lettre de change en usage depuis au moins la Renaissance.
Cependant, les banques peuvent émettre plus de certificats qu'elles n'ont d'or en stock, ce qui constitue un système à réserves fractionnaires (ou à couverture partielle), à l'image de la monnaie scripturale. Ces titres présentent alors un risque en cas de ruée vers l'or à la banque émettrice[pas clair].